# Christian Altamirano
Christian Josué Altamirano Metzgen (San Pedro Sula, 26 novembre 1989) è un calciatore honduregno, centrocampista dell'Olancho.

## Carriera

### Club
Ha giocato nella massima serie honduregna.

### Nazionale
Ha militato nelle nazionali giovanili honduregne Under-20 ed Under-23. Nel 2017 ha esordito in nazionale maggiore.